# Katihar
Katihar là một thành phố và khu đô thị của quận Katihar thuộc bang Bihar, Ấn Độ.

## Địa lý
Katihar có vị trí 25°32′B 87°35′Đ / 25,53°B 87,58°Đ Nó có độ cao trung bình là 20 mét (65 feet).

## Nhân khẩu
Theo điều tra dân số năm 2001 của Ấn Độ, Katihar có dân số 175.169 người. Phái nam chiếm 53% tổng số dân và phái nữ chiếm 47%. Katihar có tỷ lệ 63% biết đọc biết viết, cao hơn tỷ lệ trung bình toàn quốc là 59,5%: tỷ lệ cho phái nam là 70%, và tỷ lệ cho phái nữ là 55%. Tại Katihar, 16% dân số nhỏ hơn 6 tuổi.